# Gaston Jèze
Gaston Jèze (Toulouse, 2 de março de 1869 – Deauville, 5 de agosto de 1953) foi um acadêmico, ativista humanitário e de direitos humanos francês. Foi professor de direito público e residente do Instituto de Direito Internacional.
Durante a década de 1930, ele serviu como advogado do imperador Haile Selassie da Etiópia, que havia sido deposto e exilado pelos fascistas italianos. Durante a Segunda Guerra Mundial, ele se manifestou contra a perseguição de judeus e outras minorias pela França de Vichy.

## Um acadêmico renomado
Ele foi um dos principais proponentes e foi o grande responsável por promover o estabelecimento de finanças como uma disciplina separada nas universidades da França. Contribuiu para a mudança de pensamento da noção de "poder na esfera pública" para a ideia de "serviço público". Lecionou na Faculdade de Direito de Paris. Especialista em finanças públicas e direito administrativo, Jèze foi um dos primeiros acadêmicos a escrever um estudo de fenômenos jurídicos como os fenômenos financeiros que leva em conta todos os fatores, sejam eles jurídicos, econômicos, financeiros, sociais ou políticos. Em sua obra, promoveu a necessidade de um estudo científico cuidadoso e racional dos "fatos" de um caso ou situação, cuidadosamente separados dos pontos de vista políticos inevitavelmente assumidos. Na economia, ele é reconhecido por ter feito das finanças públicas um verdadeiro ramo da análise econômica, especialmente através de sua "lei do equilíbrio", muitas vezes chamada de "lei de Jèze".

## Política
Durante as eleições de 1919, Jeze candidatou-se sem sucesso em Guadalupe pelo Partido Socialista Colonial. Posteriormente, deixou completamente a política. Em seu trabalho acadêmico, Jèze, defendeu forte e efetivamente a democracia em detrimento do regime autoritário. Apesar de acreditar na superioridade da democracia sobre a ditadura, ele não era um ideólogo raso e conformista, e suas posições eram profundas, perspicazes e matizadas. Segundo ele, "os benefícios da democracia são, em sua maioria, formais, ou seja, relacionados ao contraditório público e contraditório que acompanha a decisão". Era liberal e defensor da Terceira República, mas não hesitava em criticar os erros e a "demagogia" dos governos, e tinha pouca consideração pela burocracia política profissional de seu tempo. Em 1933, Jèze, com outros notáveis acadêmicos René Capitant, René Cassin e Georges Ripert, tornou-se um dos primeiros grandes juristas franceses a protestar contra o regime nazista antissemita, racista e corporativista.

## Conselho ao Imperador da Etiópia
Em 1933, Monsieur Jèze tornou-se internacionalmente conhecido (fora dos círculos acadêmicos) por se tornar o Consultor Jurídico do Imperador da Etiópia que estava, na época, negociando com os fascistas italianos que queriam direitos comerciais e de residência mais favoráveis para os cidadãos italianos. O ditador fascista Benito Mussolini, que secretamente queria expandir o Império Italiano conquistando a Etiópia, usou as negociações para fazer exigências desfavoráveis à Etiópia e aos seus cidadãos, que não puderam ser cumpridas, como pretexto para deslocar tropas para a fronteira etíope. Os italianos, que tinham segundas intenções, rejeitaram consistentemente todas as tentativas de negociações sérias e equitativas e, assim, tendo suas demandas previsivelmente rejeitadas pelo imperador, a conselho de Jèze, declararam guerra em 1935.
Foi o início da brutal Segunda Guerra Ítalo-Abissínia, durante a qual os italianos cometeram inúmeros crimes de guerra, incluindo o uso de armas biológicas. Após a guerra, a Etiópia tornou-se uma colônia italiana pelos próximos 5 anos e o imperador foi exilado em Londres. Jèze permaneceu como advogado do imperador até 1939. Durante o período de negociação, ele se tornou assim o símbolo do direito e do anticolonialismo por causa de sua oratória e sua defesa da causa etíope perante a Corte Permanente de Justiça Internacional em Haia. Sua defesa fez com que ele se tornasse simultaneamente um alvo de direitos. organizações nacionalistas na França e no exterior. Notavelmente, em 5 de março de 1936, os grupos nacionalistas franceses organizaram sua maior manifestação até hoje, exigindo sua renúncia. Isso fez com que Jèze se escondesse durante toda a sua estadia em Haia para evitar ser alvo de um assassinato.
Um participante notável nas manifestações foi François Mitterrand, um futuro presidente socialista de esquerda da França.

## Publicações notáveis
- Cours de science des finances et de législation financière française, Giard, Paris 1922
- Cours de droit public, un vol. par année, Giard puis LGDJ, de 1913 até 1936
- Éléments de la science des finances (1896 - rééd. plusieurs fois jusqu'en 1902) co-autoria de Max Boucard
- Étude théorique et pratique sur l'occupation comme mode d'acquérir des territoires en droit international, thèse, Paris 1896
- Les dépenses de guerre de la France (PUF, 1926) (críticas à política financeira da França durante a Primeira Guerra Mundial)
- La Stabilisation des monnaies, (Paris 1932)
- Les principes généraux du droit administratif (3 volumes): La technique juridique du droit public français (vol. 1); La notion de service public (vol. 2), L'entrée au service public: le statut des agents publics (vol. 3), red.. Dalloz, 2004 (vol. 2 et 3) et 2005 (vol. 1)
- Théorie générale des contrats de l'administration (3 volumes), ed. Giard, 1934 (vol. 4) et LGDJ, 1936 (vol. 5 et 6)

## Citações
- A Gaston Jèze é frequentemente creditado a seguinte fórmula: O imposto é um benefício pecuniário exigido dos indivíduos pela autoridade, de forma definitiva e sem contraprestação, para fins de cobertura de encargos públicos (ver, por exemplo, Encyclopedia Universalis, 1996, v° Impôt, vol. 11, p. 1001). Na realidade, essa definição se daria a Georges Vedel.[7]
  - A verdadeira definição que Gaston Jèze deu de imposto é a seguinte: um benefício de valores pecuniários exigidos dos indivíduos de acordo com regras fixas, a fim de cobrir despesas de interesse geral, e apenas porque os indivíduos que devem pagá-los são membros de uma comunidade política organizada.[8]

- O dinheiro queima os dedos de quem o manipula, o conceito que está na origem da separação entre gestores orçamentais e contabilistas públicos.

- Na política, não há justiça.[9]
- Há despesas, elas devem ser cobertas. (Declaração do princípio de que o Estado não deve gastar mais do que suas receitas, um princípio fundamental das finanças públicas também chamado de Lei do Equilíbrio ou Lei de Jèze).
- O interesse privado deve curvar-se ao interesse geral.[10]